# Arak

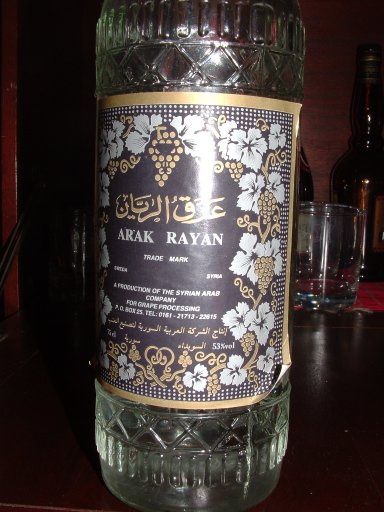
Láhev araku

Arak představuje různé varianty středně silného až silného alkoholického nápoje – destilátu vyrobeného procesem fermentace (kvašení) a destilace buď z vína, resp. datlového vína (tedy vínovice) aromatizovaného anýzem, nebo jde o pálenku aromatem a chutí podobnou rumu ze šťávy cukrových palem, resp. melasy, nejčastěji třtinové.

## Název
Výraz pochází z arabského ʿaraq (عرق), znamenajícího původně pot. Druhému typu nápoje se někdy říká nesprávně "rýžová pálenka", protože rýže se zde používá pouze na zákvas.

## Historie
Počátky produkce araku jsou neznámé, ale destilační aparát tradičně používaný k jeho produkci, známý jako alembik, je vynálezem Jabira ibn Hayyana, muslima z Kufy (Irák). První izolaci ethanolu jakožto chemické látky se podařilo provést muslimským chemikům, kteří vyvinuli umění destilace během Abbasídského kalífátu. Již staří perští mágové a léčitelé se však věnovali destilaci bylinných kvasů a v Indii byla pálena "rýžová pálenka" již v době bronzové, takže prapůvod destilace je ukryt v hlubinách věků.
Další země kolem Středozemního moře mají podobné nápoje, z nichž nejznámější je řecké ouzo nebo francouzské pastis. Podobný nápoj je vyráběn i v Egyptě. Od slova arak je odvozen i výraz rakije. Rakije je souhrnný název pro tradiční ovocné pálenky na Balkánském poloostrově. Typická je hlavně pro Chorvatsko, Srbsko, ale i Itálii, Řecko, Rumunsko, Turecko atd. 
Klíčové technologické postupy destilace alkoholu objevili Arabové na přelomu 10. a 11. století. Ale již mnohem dříve různé světové kultury proces destilace znaly.

## Druhy
- Alkoholický nápoj z Blízkého východu. Jde o vysokoprocentní alkoholický nápoj se silnou příchutí a aromatem anýzu. Je bezbarvý, ale po smísení s vodou zbělá. Arak je dnes převážně produkován v Libanonu, Sýrii a Iráku. Arak je obvykle vyráběn z hroznových vín třícyklickou destilací (tedy dvojnásobnou redestilací). Anýz je přidáván při druhé destilaci. Jde tedy o aromatizovanou vínovici - anýzovku. V Iráku je používáno namísto hroznových vín víno datlové. Síla araku je poněkud odlišná; podle místa vzniku kolísá mezi 30 % a 60 %. U prodávaného (pravého) zboží by obsah alkoholu neměl klesnout pod 50 %. Řezaný arak má nejnižší oficiální hranici 40 %, ale v soukromí je často nabízen i nápoj 30% i nižší koncentrace. Barva araku je slabě žlutá, nebo je zcela bezbarvý. Vyrábí se též uměle z tresti. Libanonské město Zahle je proslulé tradiční produkcí araku, ale irácký arak, který je méně známý, se kvalitou může libanonskému rovnat. Podobný nápoj pod názvem zbiba je tradičně vyráběn i v Egyptě, po přidání vody však nezbělá.

- Pravý východoindický arak je ušlechtilá lihovina, vyrobená destilací zakvašených šťáv palmových nebo třtinové melasy. V obou případech se provádí zakvašování pomocí rýže, rozvařené na kaši a podrobené za přísady kvasničných kultur dalšímu procesu, počínajícímu zcukřením (hydrolýzou) obsaženého rýžového škrobu za vyšší teploty a končícímu silným rozmnožením kvasnic. Teprve potom se přidává melasa nebo palmová šťáva; tím počíná vlastní, pozvolné kvašení, po kterém se přikročí k destilaci. Obchodním střediskem araku je Holandsko. Arak svou vůní i chemickým složením je podobný pravému rumu, mívá však o něco méně esterů a volných kyselin. Alkoholu má 50-60 %; jeho obsah nesmí u pravého zboží klesnout pod 50 %. Řezaný arak má nejnižší hranici 40 %. Barva araku je slabě žlutá, nebo je bezbarvý vůbec. Vyrábí se též uměle z tresti.